# Хенк Пим
Др Хенри Џонатан „Хенк” Пим (енгл. Dr Henry Jonathan „Hank” Pym) је измишљени лик, супер јунак који се појављује у стриповима у издању Марвела. Осмислили су га Стен Ли, Џек Кирби и Лари Либер. Први пут се појавио у стрипу „Зачуђујуће приче” бр. 27 у јануару 1962. године. Он се појављује у више костима: као Човјек-мрав (енгл. Ant-man), Човјек-џин (енгл. Giant-man), Голијат (енгл. Goliath), Жута јакна (енгл. Yellowjacket) и кратко као Оса (енгл. Wasp).

## Биографија измишљеног лика
Хенри Пим је рођен у Елмсфорду, Њујорку. Оженио се Мери Тровејом, храбром, лијепом и младом женом која је била политички дисидент из своје родне Мађарске. Наивно вјерујући да ће његово америчко држављанство да је заштити, Хенк и Мери Пим су отпутовали у Мађарску убзо након њиховог вјенчања. С њима су се суочили агенти тајне полиције. Хенка су онесвјестили, а Мери убили. Пим је био веома избезумљен због смрти своје супруге, па је одлучио да се у будућности бори против неправде и нехуманости.
Назад у САД, Хенри Пим је открио необичан скуп субатомских честица које су постале познате као „Пимове честице”. Пим је успио примјењивањем магнетног поља да зароби честице у два одвојена серума. Један серум смањује величину објекта или лица, а други је враћа у нормалну величину. Пим је тестирао смањење серума на себи и схватио је да је моћнији него што је мислио: смањило га је на величину инсекта. Пим је постао заробљен у мравињаку и био је гоњен од њих. Побјегао је и вратио се у своју нормалну величину уз помоћ другог серума. Схватио је да је опасно да серуми постоје, па их је уништио. Међутим, недјељу касније, он је поново размотрио своју одлуку и почео да реконструише серуме, али њихово постојање је од тада држао у тајности. Инспирисан својим искуством у мравињаку, Пим је одлучио да се посвети проучавању мрава. Теорија је да мрави комуницирају преко електричних таласа који се преносе кроз њихове антене. Послије неколико мјесеци рада, он је успио да створи кибернетичку кацигу којом уз помоћ слања и примања електричних таласа може да комуницира са мравима. Мислећи да ће једнога дан поново желити да користи серуме за смањење, Пим је такође дизајнирао заштитни костим за себе. Истог дана, Пим је добио задатак од владе да измисли гас који би омогућио људима привремен, ограничен имунитет на радиоактивност под неким посебним околностима, базиран на његовом дотадашњем раду. Влада му је такође послала четири научника да му помогну у пројекту. КГБ, совјетска тајна служба, сазнала је за пројекат Пима и послала агенте који су заробили Пима и његове помоћнике у њиховој лабораторији. Он је одбио да каже агентима формулу за гас. Агенти комплетно претражују лабораторију тражећи формулу, с намјером да касније убију Пима и његове помоћнике. Пим је, када га нико није видио, обукао кибернетичку кацигу и заштитни костим. Користећи серум, смањио се на величину мрава и побјегао у оближњи мравињак. Ставио је велики број мрава под његову контролу уз помоћ кациге и користио их да нападну агенте и ослободе његове помоћнике, који су касније савладали непријатеље. Затим се вратио у нормалну величину. Пим се борио против различитих опасности, укључујући и научника криминалца Елихаса „Јајоглавог” Стара који му је постао највећи непријатељ.
Након што су ванземаљци са планете Космос убили научника Вернон ван Дајна, Пим је открио свој тајни идентитет његовој кћерци Џенет, која је хтјела до свети очеву смрт. Пим је научио Џенет како да користе гас у којем су садржане и „Пимове честице”, којег је користила да се смањи у величини, и уз помоћ биотехнике дао јој способност инсекта, крила, која је користила када се смањи у величину инсекта. Као Оса, Џенет ван Дајн је помогла Пиму (Човјеку-мраву) да пронађе и побједи ублиачке ванземаљце Космосијане. Пим и ван Дајн су постепено пали у љубав; Џенет га је подсјетила на његову покојну прву супругу, Марију. Пим и ван Дајн су постали партнери у борби против криминала у њиховим костимираним идентитетима и били су два оснивача Осветника.
Хенк је касније развио низ капсуле које садрже честице које он и Џенет користе да се смање, а затим нарасту у нормалну висину. Он је такође развио капсуле које му омогућују да расте до висине веће од нормалне. Након тога, Пим више користи своју моћ да расте до висине гиганата у борби против криминалаца, а себе назива Човјек-џин.
У почетку је он открио да није могао да подржи своју тежину ако нарасте изнад 3.5 метара. Касније, он је био у стању да постигне много веће висине, чак до 30 метара, али је постао слабији у односу на висни изнад 3.5 метра.
Други пут се оженио са Џенет „Џен” ван Дајн, а касније се развео. Он је један од првих чланова Осветника (тима суперхероја).
Његови пријатељи су Џен ван Дајн и Осветници, док му је непријатељи Клов.